# Justicia senicula
Justicia senicula är en akantusväxtart som beskrevs av Raymond Benoist. Justicia senicula ingår i släktet Justicia och familjen akantusväxter. Inga underarter finns listade i Catalogue of Life.